# 카지노 잭
카지노 잭(Casino Jack)은 캐나다에서 제작된 조지 하이켄루퍼 감독의 2010년 코미디, 범죄, 드라마 영화이다. 케빈 스페이시 등이 주연으로 출연하였고 게리 하우샘 등이 제작에 참여하였다.

## 출연

### 주연
- 케빈 스페이시
- 배리 페퍼

### 조연
- 스펜서 개릿
- 애너 하드윅
- 그레이엄 그린
- 제프리 R. 스미스
- 제이슨 웨인버그
- 한나 엔디콧-더글러스
- 크리스티안 캠벨
- 맷 고든
- 에릭 슈웨이그
- 제니아 시아마스
- 제프 퍼스틸
- 레이첼 르페브르
- 파올로 맨치니
- 신디 돌렌크
- 낸시 뷰티
- 다미르 안드레이
- 스티븐 챔버스
- 켈리 프레스톤
- 존 로비츠
- 폴 스티븐
- 데이비드 프라서
- 나탈리 크릴
- PJ 라직
- 다니엘 캐쉬
- 애덤 왁스먼
- 야니크 비숑
- 티나 루이즈 봄베리
- 마크-캐머런 프레이저
- 빌리 메라스티
- 모리 체이킨
- 칼 캠벨
- 콘라드 플라
- 다니엘 부곤
- 조 핑그
- 애슐리 울프
- 린다 고랜슨
- 브렌트 멘덴홀
- 앤드리아 데이비스
- 리처드 클라킨
- 리처드 블랙번
- 주다 카츠
- 브라이언 폴
- 듀크 레드버드
- 토드 덜메이지
- 롭 베이커
- 티모시 워터스
- 존 하이켄루퍼
- 그레이엄 애비
- 루스 마샬

## 제작진
- 미술: 매튜 데이비스
- 배역: 마조리 렉커